# Gmuihäuseln
Die Gmuihäuseln sind eine Siedlung in der Gemeinde Ulrichsberg im Bezirk Rohrbach in Oberösterreich.

## Geographie
Die Einzelsiedlung Gmuihäuseln befindet sich westlich des Gemeindehauptorts Ulrichsberg und gehört zur Ortschaft Seitelschlag. Sie liegt im Einzugsgebiet des Hausbachs. Die Gmuihäuseln sind Teil der 22.302 Hektar großen Important Bird Area Böhmerwald und Mühltal.

## Kultur und Sehenswürdigkeiten
Bei den Gmuihäuseln befindet sich der Böhmerwaldpark, ein Freizeitpark mit angeschlossenem Golfplatz. Die Wanderreitroute Böhmerwald – Große Mühl verläuft durch die Siedlung.